# Valentinian al II-lea

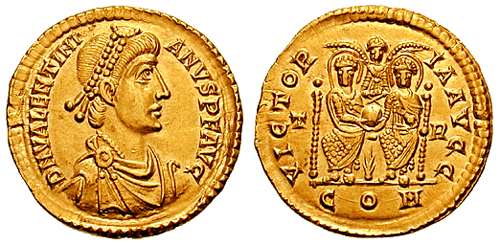
Solidus roman cu efigia lui Valentinian al II-lea

Valentinian al II-lea (în latină Flavius Valentinianus Augustus), (n. 371 d.Hr., Augusta Treverorum, Imperiul Roman – d. 15 mai 392 d.Hr., Vienne, Auvergne-Rhône-Alpes, Franța), a fost împărat roman din anul 375 până în anul 392, când a fost asasinat.

## Ascensiunea
Flavius Valentinianus era fiul împăratului Valentinian I și al Justinei⁠(en)[traduceți], cea de-a doua soție a acestuia. De asemenea, era frate vitreg cu celălalt fiu al împăratului Valentinian I - Grațian - care a împărțit titlul imperial cu tatăl său din anul 367. Bătrânul său tată, Valentinian I, a murit în campania din 375.